# Rödlut
Rödlut är en avlut med rödaktig färg från surt eller neutralt sulfitkok av lövved.
Rödluten innehåller den så kallade basen (katjonerna – kalcium, natrium, magnesium eller ammonium) plus sulfonerat lignin och en del hemicellulosarester samt lågmolekylärt material (hartsämnen). Rödluten med dess innehåll av kemikalier och vedsubstanser erhålles i samband med tvättning av massan och torrhalten på denna avlut är oftast lägre än 15%.
Vid kok till lägre utbyten (runt 50%) indunstas normalt rödluten och förbränns för att återvinna kemikalier (bara natrium och magnesium kan återvinnas, se beskrivning av Sulfitprocessen) samt för att generera värme i form av ånga. Vid högre massautbyten (över 70%), som vid halvkemiska neutralsulfitkok (för så kallad NSSC-massa), är avluten alltför utspädd för att flerstegsindunstning och förbränning ska löna sig ekonomiskt. Om bruket utnyttjar natriumbas i sulfitkoket och parallellt tillverkar sulfatmassa kan viss möjlighet till sammankörning av avluten från sulfitkoket med svartluten från sulfatkoket utnyttjas. Denna typ av samkörning, så kallad "cross recovery", är idag nästan en nödvändighet för att undvika stora miljöpåverkande utsläpp. Den alternativa tekniken att indunsta tunna rödlutar med hjälp av s.k. fläktindunstning eller MVR-indunstning ("mechanical vapour recompression") kan användas för att möjliggöra förbränning av tunna avlutar. 